# McBain
McBain – miasto w Stanach Zjednoczonych, w stanie Michigan, w hrabstwie Missaukee.